# John McClaughry
John McClaughry es un político estadounidense. Sirvió en la Cámara de Representantes de Vermont de 1969 a 1972 y en el Senado del Estado de Vermont de 1989 a 1992.

## Primeros años y educación
McClaughry creció en Paris, Illinois. En 1958, obtuvo una licenciatura en física y matemáticas de la Universidad Miami. En 1960, obtuvo una maestría en ingeniería nuclear de la Universidad de Columbia. En 1963, obtuvo una maestría en ciencias políticas de la Universidad de California en Berkeley. De 1962 a 1965, McClaughry pasó un tiempo viviendo como vagabundo y saltando trenes, viajando en vagones cerca de 5000 millas a través de 19 estados.

## Carrera
McClaughry se mudó a Washington D. C., donde trabajó en la revista republicana moderada Advance. En 1968, John F. Osborne en The New Republic llamó a McClaughry «un notable activista republicano blanco» que estaba trabajando «para promover las oportunidades negras y el control negro de las comunidades negras». Se mudó a Vermont de forma permanente en 1970.
En 1969, McClaughry fue elegido para ocupar un escaño en la Cámara de Representantes de Vermont. Sirvió hasta 1972.
McClaughry se desempeñó como asesor principal de políticas en la campaña presidencial de Ronald Reagan de 1980. Posteriormente, se desempeñó en la Oficina de Desarrollo de Políticas de la Casa Blanca hasta marzo de 1982.
McClaughry se postuló para el Senado en las elecciones al Senado de los Estados Unidos de 1982 en Vermont. Ocupó el tercer lugar en las primarias republicanas.
En 1989, McClaughry fue elegido para el Senado del Estado de Vermont, donde sirvió hasta 1992.
En 1992, fue el candidato republicano a gobernador de Vermont, y finalmente perdió ante el gobernador demócrata en ejercicio Howard Dean.
McClaughry había sido el moderador del día de la reunión de la ciudad en Kirby, Vermont, desde 1967.
En 1993, McClaughry fundó el Instituto Ethan Allen. Se desempeñó como presidente de 1993 a 2009 y como presidente interino en 2010. Actualmente es vicepresidente.

## Libros
- Expanded Ownership (Sabre Foundation, 1972)
- con Frank M. Bryan, The Vermont Papers: Recreating Democracy on a Human Scale (Chelsea Green, 1989)
- A Better Path - From Welfare to Work (Ethan Allen Institute, 1993)[3]
- Promoting Civil Society Among the Heathen